# Eagle Lake (Wisconsin)
Eagle Lake – jednostka osadnicza w Stanach Zjednoczonych, w stanie Wisconsin, w hrabstwie Racine.